# Месолонгос
Месолонгос, още Мислегощи или Мислегоже (на гръцки: Μεσόλογγος, Месолонгос, до 1927 година: Μεσολογγόστι, Месолонгости), е село в Република Гърция, дем Горуша (Войо), област Западна Македония.

## География
Селото е разположено на 760 m надморска височина, на около 17 km северозападно от демовия център град Неаполи (Ляпчища). На северозапад граничи с костурското село Лучища, на север – с Скалохори (Чърчища), на запад – с Плакида (Лабаница). Построено е на левия бряг на река Беливод (Велос), приток на Бистрица. Състои се от две махали, на 1 km разстояние една от друга.

## История

### Етимология
Според академик Иван Дуриданов името Мислегоже е притежателно прилагателно със суфикс -je (среден род според село) от по-старо *Мислегождже, а то от личното име Мыслегодъ.

### В Османската империя
В османските данъчни регистри от средата на XV век Мислогоще е споменато с 33 глави на семейства и трима неженени: Врано, Доган, Гьон, Лалко, Димо, Михал, Димо, Петре, Гин, Мано, Тодор, Йорги, Михал, Яно, Райо, Йорги, Леко, Дапчо, Йорги, Гьон, Згур, Яно, Райко, Михал, Пано, Алекса, Тодор, Яно, Никола, Йорги, Никола, Папа Яно, Стане, Продан, Бале и Тодор, и две вдовици Ирина и Стана. Общият приход за империята от селото е 2412 акчета.
Според Васил Кънчов в края на XIX век Мислегощи е гръкоезично, но конфесионално смесено село, в което живеят 220 гърци мохамедани (валахади) и 200 гърци християни. Административно принадлежи на Населишката каза на Османската империя.
На Етнографската карта на Битолския вилает на Картографския институт в София от 1901 година Мислогощи е смесено село гърци, турци и помаци (гърци мохамедани) в казата Населица на Серфидженския санджак с 88 къщи.
В началото на XX век християнската част от селото е под върховенството на Цариградската патриаршия. По данни на секретаря на Българската екзархия Димитър Мишев в Missligochté има 200 гърци патриаршисти.
Според статистика на Серфидженския санджак на гръцкото консулство в Еласона от 1904 година в Месолонгости (Μεσλογκόστη), Населишка каза, живеят 100 валахади и 250 гърци християни.
Според Георгиос Панайотидис, учител в Цотилската гимназия, Меслогости (Μεσλογόστιον) в 1910 година има две махали със 70 семейства, от които в едната 25 гъркоговорещи мюсюлмани валахади и в другата 45 гъргоговорещи християни. В селото работи основно гръцко училище с 1 учител и 40 ученици мъже.
На етническата карта на Костурското братство в София от 1940 година, към 1912 година Мислогоже е обозначено като гръцко селище.

### В Гърция
През Балканската война в 1912 година в селото влизат гръцки части и след Междусъюзническата в 1913 година Мислегощи остава в Гърция.
През 1913 година при първото преброяване от новата власт в Μεσολογκότσιον са регистрирани 295 жители.
В средата на 20-те години мюсюлманската част от населението на селото е изселено в Турция по силата на Лозанския договор и на негово място в Горната махала на селото са заселени гърци бежанци от Турция. В 1928 година то е представено като смесено село, състоящо се от коренни местни жители и от новодошли бежанци. Последните са 29 семейства или 101 души. Понтийците си построяват църква „Свети Николай“. В енорията има и стар храм „Свети Николай“, построен от бежанците до джамията.
В 1927 година името на селото е сменено на Месолонгос.
Населението традиционно произвежда жито, тютюн, картофи и други земеделски продукти, като се занимава и със скотовъдство.
| Име      | Име      | Ново име | Ново име | Описание                                       |
| -------- | -------- | -------- | -------- | ---------------------------------------------- |
| Пистория | Πιστορία | Диава    | Διάβα    | река на С от Месолонгос, ляв приток на Беливод |

| Година    | 1913 | 1920 | 1928 | 1940 | 1951 | 1961 | 1971 | 1981 | 1991 | 2001 | 2011 | 2021 |
| --------- | ---- | ---- | ---- | ---- | ---- | ---- | ---- | ---- | ---- | ---- | ---- | ---- |
| Население | 295  | 429  | 337  | 382  | 285  | 249  | 140  | 148  | 126  | 76   | 40   | 11   |

## Личности
Родени в Месолонгос
- Атанасиос Космас (1860 – 1931), гръцки просветен деец и революционер